# Rhaphitropis
Rhaphitropis är ett släkte av skalbaggar som beskrevs av Edmund Reitter 1916. Rhaphitropis ingår i familjen plattnosbaggar.

## Dottertaxa tillRhaphitropis, i alfabetisk ordning[1][2]
- Rhaphitropis antennatus
- Rhaphitropis asterias
- Rhaphitropis balteatus
- Rhaphitropis capucinus
- Rhaphitropis carbo
- Rhaphitropis centrimaculatus
- Rhaphitropis cinctus
- Rhaphitropis coelodentatus
- Rhaphitropis convexipennis
- Rhaphitropis cor
- Rhaphitropis cosmia
- Rhaphitropis discus
- Rhaphitropis egens
- Rhaphitropis elusus
- Rhaphitropis excavatus
- Rhaphitropis gibba
- Rhaphitropis gibbus
- Rhaphitropis gracilis
- Rhaphitropis habrus
- Rhaphitropis incanus
- Rhaphitropis indicus
- Rhaphitropis inornatus
- Rhaphitropis limbalis
- Rhaphitropis maculosus
- Rhaphitropis marchicus
- Rhaphitropis mastrucatus
- Rhaphitropis oblongus
- Rhaphitropis oxyacanthae
- Rhaphitropis pissodes
- Rhaphitropis placidus
- Rhaphitropis pudens
- Rhaphitropis reyi
- Rhaphitropis scriptus
- Rhaphitropis stephanus
- Rhaphitropis stevensi
- Rhaphitropis tamilis
- Rhaphitropis vibius
- Rhaphitropis vittatus